# Puisseguin

Puisseguin este o comună în departamentul Gironde din sud-vestul Franței. În 2009 avea o populație de 868 de locuitori.

## Evoluția populației
| An        | 1975  | 1982  | 1990  | 1999 | 2006 | 2009 |
| --------- | ----- | ----- | ----- | ---- | ---- | ---- |
| Populație | 1.165 | 1.107 | 1.038 | 924  | 903  | 868  |